# Leptenicodes gracilis
Leptenicodes gracilis là một loài bọ cánh cứng trong họ Cerambycidae.